# Badre (Líbia)
Badre (em árabe: بدر‎; romaniz.: Badr) é um povoado da Líbia situado ao Norte das Montanhas Nafuça, próximo à fronteira com a Tunísia. Sua população, em 2012, era de 19 014 pessoas.